# Tuomas Kyrö

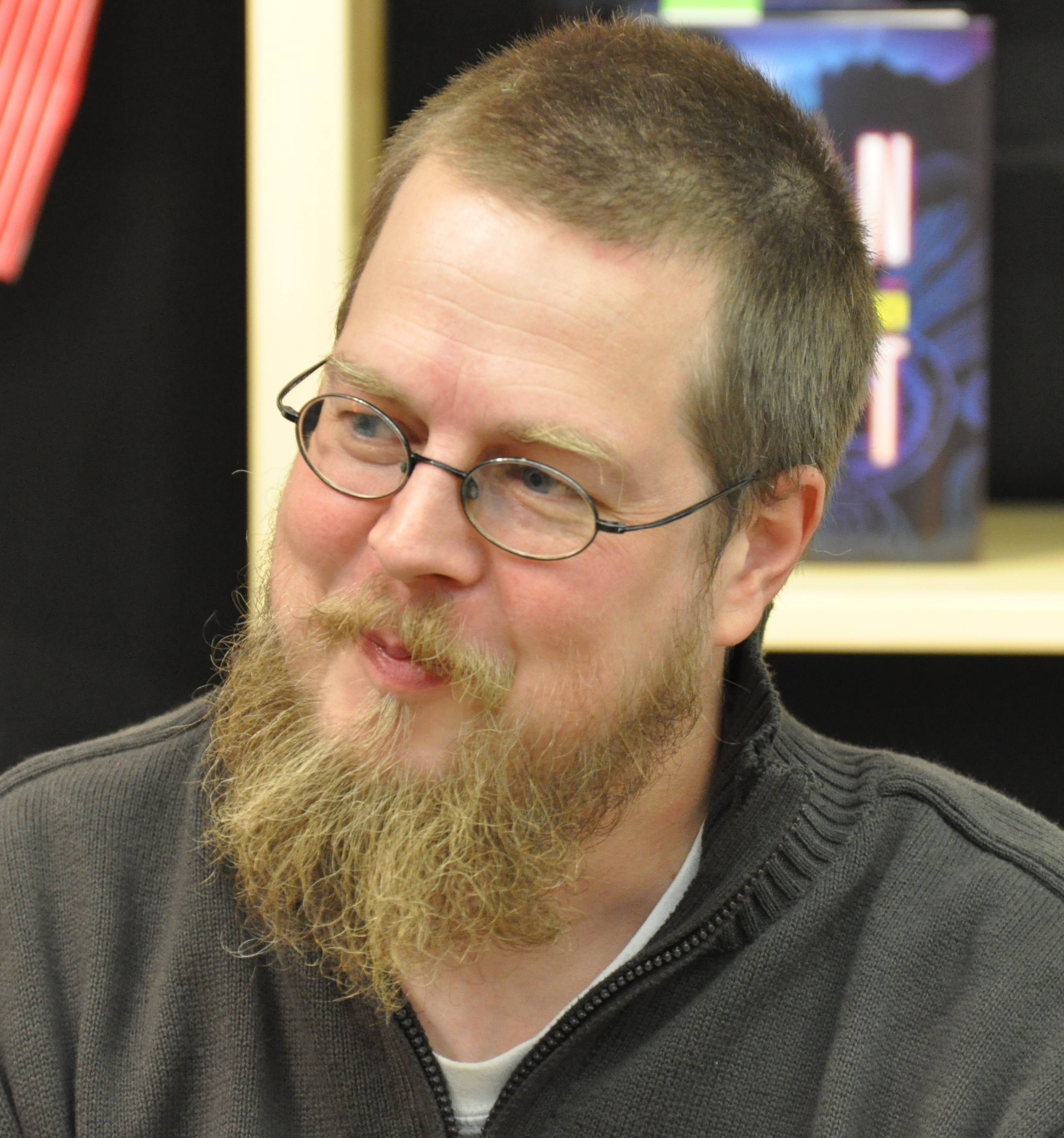
Tuomas Kyrö (2011)

Tuomas Kyrö (* 4. Juni 1974 in Helsinki, Finnland) ist ein finnischer Schriftsteller und Comiczeichner.

## Leben
Für Kyrös Werke, die Romane, Kolumnen, Schauspiele sowie Comics und Karikaturen umfassen, hat er verschiedene finnische Literaturpreise erhalten, darunter auch den Sportbuchpreis des Jahres 2011. Das im Jahre 2010 erschienene Buch Der Grantige schrieb er auf der Basis einer Serie von Geschichten, die er für Yleisradio, das finnische Radio, als Hörspiele verfasst hatte.
Kyrö war in den Jahren 2005 bis 2009 der erste Artist in Residence im Autorenhaus Eeva Joenpelto, dem früheren Wohnhaus der Schriftstellerin, lebte.
Seit 2012 ist Kyrö regelmäßig Teilnehmer an einer Talkshow des privaten finnischen Fernsehsenders Nelonen mit dem Titel Hyvät ja huonot uutiset. Bis 2014 war er 62 Mal Teilnehmer in der Runde.
Kyrö wohnt mit seiner Familie in Janakkala im Süden Finnlands.

## Preise und Auszeichnungen
- 2005: Kalevi-Jäntti-Preis.
- 2005: Nominierung zum Finlandia-Preis für Literatur für den Roman Liitto.
- 2006: Young-Alexis-Preis.
- 2011: Danke-für-das-Buch-Medaille für den Roman Der Grantige (Original: Mielensäpahoittaja).
- 2011: Sportbuch des Jahres des Finnischen Sportmuseums für das Sportbuch Urheilukirja

## Veröffentlichungen
Romane
- Nahkatakki (Leather Jacket). WSOY (Werner Söderström Osakeyhtiö), Helsinki 2001, ISBN 951-0-26163-7.
- Tilkka. WSOY, Helsinki 2003, ISBN 951-0-28318-5.
- Liitto (Union). WSOY, Helsinki 2005, ISBN 951-0-30891-9.
- Benjamin Kivi (Benjamin’s Stone). WSOY, Helsinki 2007, ISBN 978-951-0-33399-0.
- 700 grammaa (700 Grams). WSOY, Helsinki 2010, ISBN 978-951-0-35601-2.
- Mielensäpahoittaja,  WSOY, Helsinki 2010, ISBN 978-951-0-36626-4.
  - Der Grantige, deutsch von Stefan Moster. List, Berlin 2017, ISBN 978-3-471-35153-6.
- Kärjäläinen ja jänis (Bettler und Hase). Siltala, Helsinki 2011, ISBN 978-952-234-068-9.
  - Bettler und Hase, deutsch von Stefan Moster. Hoffmann und Campe, München 2013, ISBN 978-3-455-40374-9.[1]
- mit Antti Kyrö: Pukin paha päivä (A Bad Day for Santa). WSOY, Helsinki 2011, ISBN 978-951-0-38235-6.
- Miniä (Daughter-in-Law). Kirjakauppaliitto, Helsinki 2012, ISBN 978-952-67705-0-5.
- Mielensäpahoittaja ja ruskeakastike. WSOY, Helsinki 2012, ISBN 978-951-0-39079-5.
- mit Antti Kyrö: Pukki Laivalla. WSOY, Helsinki 2012, ISBN 978-951-0-39303-1.
- Kunkku. Siltala, Helsinki 2013, ISBN 978-952-234-173-0.
  - deutsch: Kunkku. Hoffmann und Campe, München 2014, ISBN 978-3-455-40512-5.
- Ilosia aikoja, mielensäpahoittaja. WSOY, Helsinki 2014, ISBN 978-951-0-40762-2.

andere Werke
- Taide ja tolkku (Art and Reason). WSOY, Helsinki 2008, ISBN 978-951-0-34532-0.
- Urheilukirja (A Sports Book). Teos, Helsinki 2011, ISBN 978-951-851-337-0.